# Hydroptila furcilla
Hydroptila furcilla är en nattsländeart som beskrevs av Yang och Xue 1994. Hydroptila furcilla ingår i släktet Hydroptila och familjen smånattsländor. Inga underarter finns listade i Catalogue of Life.